# Eclipse lunar de 28 de julho de 1999
| Eclipse Lunar Parcial 28 de julho de 1999 | Eclipse Lunar Parcial 28 de julho de 1999 |
| --- | ----------------------------------------- |
| A Lua cruzando o limite norte do cone de sombra da Terra, de oeste para leste (da direita para a esquerda), com boa parte da região norte do disco lunar coberto pela umbra. |                                           |
| Gamma | +0,7862                                   |
| Saros (e membro) | 119 (61 de 83)                            |
| Sequência de eclipses lunares |                                           |
| Anterior | 31 de janeiro de 1999                     |
| Próximo | 21 de janeiro de 2000                     |
| Duração (hr:mn:sc) |                                           |
| Parcial | 2:22:32                                   |
| Penumbral | 5:10:56                                   |
| Fases e Horários do Eclipse (UTC) |                                           |
| P1 | 8:58:15                                   |
| U1 | 10:22:31                                  |
| Máximo | 11:33:43                                  |
| U4 | 12:45:03                                  |
| P4 | 14:09:11                                  |

O eclipse lunar de 28 de julho de 1999 foi um eclipse parcial, o segundo de dois eclipses lunares do ano, e único como parcial. Teve magnitude umbral de 0,3966 e penumbral de 1,4342. Teve duração de cerca de 142 minutos.
A Lua cruzou a extremidade norte da faixa de sombra da Terra, em nodo descendente, dentro da constelação de Capricórnio.
A sombra umbral da Terra cobriu a parte norte da superfície lunar (em cerca de 35 a 40% do disco), fazendo com que essa região seja escurecida em relação ao restante da superfície, que estava na faixa de penumbra.

## Série Saros
Eclipse pertencente ao ciclo lunar Saros de série 119, sendo este de número 61 dos 83 eclipses totais da série. O último eclipse foi o eclipse parcial de 17 de julho de 1981, e o próximo será com o eclipse parcial de 7 de agosto de 2017.

## Visibilidade
Foi visível sobre o Pacífico, na Antártida, Austrália, Nova Zelândia, leste da Ásia e em boa parte das Américas, especialmente na faixa oeste.
| Região do planeta onde o eclipse foi visível durante o máximo da totalidade - 11:34 UTC. O centro-sul do Pacífico obteve a melhor observação do meio do eclipse, de onde foi visível à meia-noite. |
| Mapa de visibilidade do eclipse |